# Les Sorcières de l'Orient
Pour plus de détails, voir Fiche technique et Distribution.
Les Sorcières de l'Orient est un film documentaire français réalisé par Julien Faraut et sorti en 2021.

## Synopsis
Le réalisateur rencontre cinq anciennes volleyeuses de l'équipe japonaise surnommée les « Sorcières de l'Orient ». Avec leurs témoignages et des images d'archives, il fait le récit de leur parcours, depuis leurs débuts comme jeunes ouvrières jusqu'à leur victoire olympique aux Jeux de Tokyo en 1964.

## Fiche technique
- Titre : Les Sorcières de l'Orient
- Réalisation : Julien Faraut
- Scénario : Julien Faraut
- Musique : Jason Lytle et K-Raw
- Photographie : Yutaka Yamazaki
- Son : Léon Rousseau
- Montage : Andreï Bogdanov et Marie Pascaud
- Société de production : UFO Production
- Pays de production :  France
- Langue originale : japonais (cartons en français)
- Genre : documentaire
- Durée : 100 minutes
- Dates de sortie :
  - Pays-Bas : 5 février 2021 (Festival de Rotterdam - première mondiale en ligne)
  - France : 28 juillet 2021
  - Japon : 11 décembre 2021

## Distribution
Joueuses filmées et interviewées pour le film (par ordre d'apparition) :
- Kinuko Tanida
- Yoshiko Matsumura
- Yoko Shinozaki
- Katsumi Matsumura
- Yuriko Handa

Les autres joueuses et l'entraîneur Hirofumi Daimatsu (en) apparaissent dans diverses images d'archives.

## Commentaires
Outre les images d'archives montrant l'équipe japonaise à l'entraînement et en compétition, le montage intègre des extraits de Attack No.1, série animée adaptée du manga du même nom, ainsi qu'une scène d'un court métrage d'animation japonais, Ban Danemon Bakemono Taiji no Maki (1935) réalisé par Yoshitaro Kataoka et du court métrage Le Prix de la victoire de Nobuko Shibuya (1963).